# ثورنتون بورغيس
ثورنتون والدو بورغيس 
(14  كانون الثاني 1874 - 5  حزيران 1965)
، ناشط بيئي ومؤلف في أدب الأطفال. أحب بورغيس جمال الطبيعة والمخلوقات الحية كثيراً لدرجة أنه ألّف كتباً على مدار 50 عاماً وكتب عنها في زاويته في الصحيفة «قصص ما قبل النوم». وقد عرف أحياناً بـ «رجل قصص ما قبل النوم». بعد تقاعده، ألف ما يزيد عن 170 كتاباً و15000 قصة نشرها ضمن زاويته في صحيفة يومية.

## روابط خارجية
- ثورنتون بورغيس على موقع الموسوعة البريطانية (الإنجليزية)